# Gondowangi (Wagir)
Gondowangi is een bestuurslaag in het regentschap Malang van de provincie Oost-Java, Indonesië. Gondowangi telt 6641 inwoners (volkstelling 2010).